# Colivă

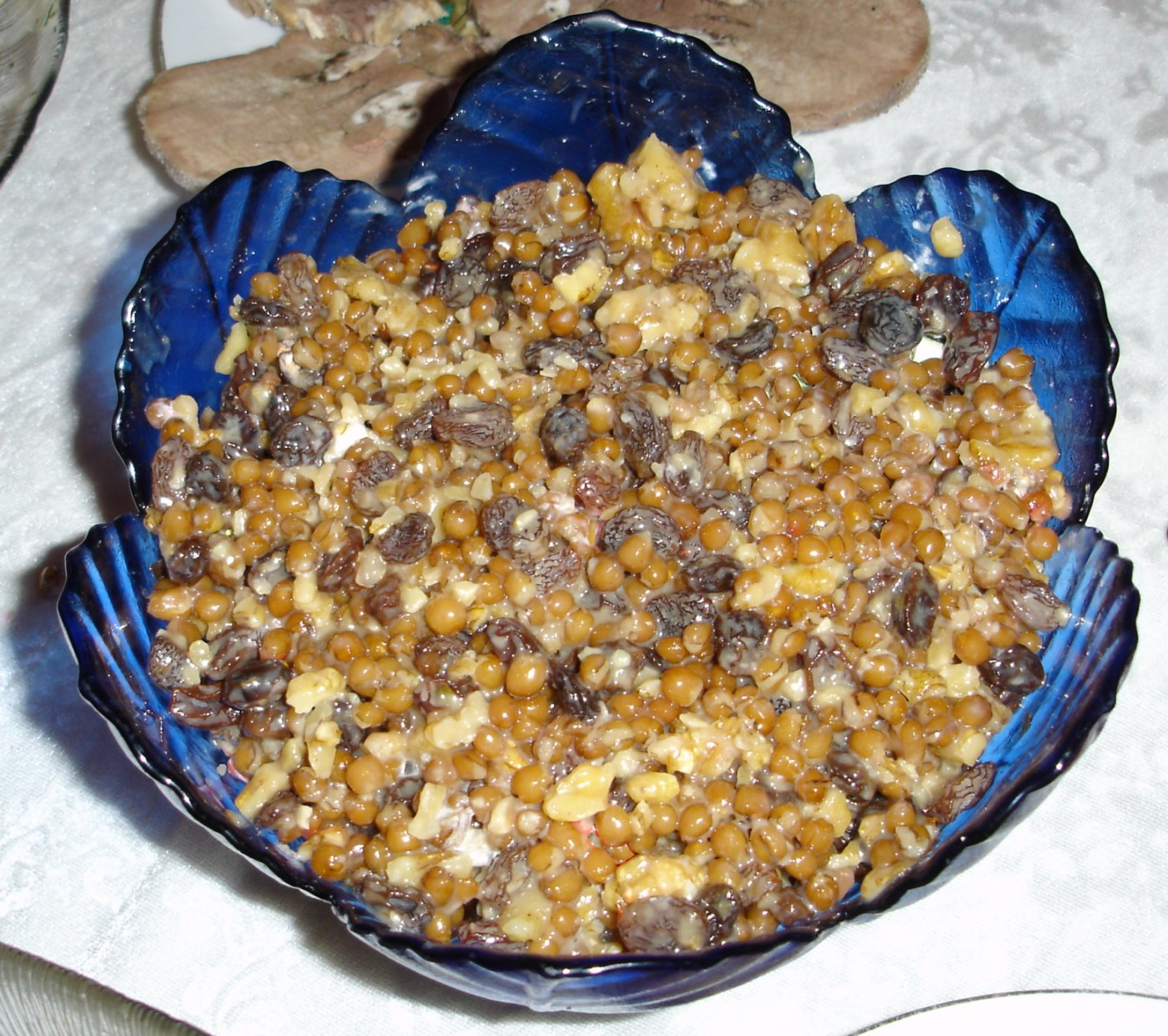
Colivă

Coliva (în limba greacă Κόλλυβα, în limba sârbă кољиво, în limba bulgară коливо) este un aliment care se folosește pentru ritualuri religioase (se dă de pomană la parastase și înmormântări) și se pregătește din grâu dat la piuă sau din arpacaș (orz măcinat dur).
Coliva este o ofrandă adusă de credincioși la biserică spre sfințire, în cinstea sfântului zilei, în ziua onomastică a cuiva sau pentru ușurarea sufletelor celor răposați, de păcate și scoaterea lor din osânda veșnică.
Coliva este elementul principal, absolut necesar pentru pomenirea morților. La toate soroacele de pomenirea morților, creștinul se îngrijește să facă o colivă pe care s-o aducă la biserică împreună cu o sticlă cu vin, pentru a fi sfințite. 
Coliva a fost introdusă în practica Bisericii după minunea Sfântului Teodor Tiron, săvârșită la 50 de ani după moartea sfântului, în vremea împăratului Iulian Apostatul (361-363) care, dorind să-i batjocorească pe creștini, a dat ordin guvernatorului orașului Constantinopol să stropească toate proviziile din piețele de alimente cu sângele jertfit idolilor, în prima săptămână a Postului Mare. Sfântul Teodor, apărându-i în vis Arhiepiscopului Eudoxie al Constantinopolului (360-370), i-a poruncit acestuia să-i anunțe pe creștini să nu cumpere nimic din piață, ci mai degrabă să mănânce grâu fiert cu miere (coliva). Nu mult după aceasta, sărbătoarea Sfântului Mare Mucenic Teodor a fost rânduită în calendar în prima sâmbătă a Postului Mare (mai precis pe vremea Patriarhul Nectarie al Constantinopolului (381-397)). De atunci și până astăzi, în prima sâmbătă a Postului Mare, se face pomenirea morților și pomenirea Sfântului Teodor Tiron.
Coliva este expresia materială a credinței în Înviere pentru că este realizată din boabe de grâu, iar Mântuitorul Hristos a fost cel care s-a folosit de exemplul bobului de grâu pentru a prevesti Învierea Lui din morți:
„Iar Iisus le-a răspuns, zicând: A venit ceasul ca să fie preaslăvit Fiul Omului. Adevărat, adevărat zic vouă că dacă grăuntele de grâu, când cade în pământ, nu va muri, rămâne singur; iar dacă va muri, aduce multă roadă. Cel ce își iubește sufletul îl va pierde; iar cel ce își urăște sufletul în lumea aceasta îl va păstra pentru viața veșnică.” (Ioan 12, 23-25)
Mântuitorul Hristos folosește sămânța de grâu într-o parabolă pentru a simboliza Împărăția Cerurilor:
„Altă pildă le-a pus lor înainte, zicând: Asemenea este împărăția cerurilor omului care a semănat sămânță bună în țarina sa. Dar pe când oamenii dormeau, a venit vrăjmașul lui, a semănat neghină printre grâu și s-a dus. Iar dacă a crescut paiul și a făcut rod, atunci s-a arătat și neghina. Venind slugile stăpânului casei, i-au zis: Doamne, n-ai semănat tu, oare, sămânță bună în țarina ta? De unde dar are neghină? Iar el le-a răspuns: Un om vrăjmaș a făcut aceasta. Slugile i-au zis: Voiești deci să ne ducem și s-o plivim? El însă a zis: Nu, ca nu cumva, plivind neghina, să smulgeți odată cu ea și grâul.
Lăsați să crească împreună și grâul și neghina, până la seceriș, și la vremea secerișului voi zice secerătorilor: Pliviți întâi neghina și legați-o în snopi ca s-o ardem, iar grâul adunați-l în jitnița mea. ”
Coliva simbolizează Biserica, adică toți creștinii, uniți de aceeași credință în Dumnezeu. În timp ce în biserică se cântă „Veșnică pomenire” credincioșii țin coliva împreună cu preotul și o leagănă de sus în jos. Cei care nu pot atinge platoul colivei, ating cu mâna pe cei din fața lor. Cei din rândurile din spate fac același lucru și practic toți se unesc atingând coliva.
Unirea lor simbolizează adunarea Bisericii, toți membrii ei botezați, vii sau adormiți, iar coliva, în acel moment, simbolizează sufletul celui adormit care se ridică la cer spre Dumnezeu. Credincioșilor uniți spre atingerea colivei arată că Biserica, prin toți membrii ei, aduce înaintea lui Dumnezeu sufletul celui adormit și-L roagă să-l ierte și să-l primească în Împărăția Cerurilor. Mai simbolizează de asemenea pomenirea permanentă în rugăciune pe care Biserica o va face de acum înainte pentru cel trecut la Domnul.
Coliva, făcută din grâu fiert, îndulcită cu miere sau cu zahăr, închipuie însuși trupul mortului, deoarece hrana principală a trupului omenesc este grâul (din care se face pâinea).
Ea este totodată o expresie materială a credinței noastre în nemurire și înviere, fiind făcută din boabe de grâu, pe care Domnul însuși le-a înfățișat ca simboluri ale învierii trupurilor: după cum bobul de grâu, ca să încolțească și să aducă roadă, trebuie să fie îngropat mai întâi în pământ și să putrezească, tot asa și trupul omenesc mai întâi se îngroapă și putrezește, pentru ca să învieze apoi întru nestricăciune (vezi Ioan 12, 24 și I Corinteni 15, 36).
Dulciurile și ingredientele care intră în compoziția colivei reprezintă virtuțile sfinților sau ale răposaților pomeniți ori dulceața vieții celei veșnice pe care nădăjduim că a dobândit-o mortul.  (cf. Pr. Prof. dr. Ene Braniște, Liturgica Specială,  Ed. Nemira, 2002, pg. 379).